# Tlstý javor
Tlstý javor je vrch o nadmořské výšce 1068 m ve Veporských vrších.
Nachází se v centrální části pohoří, nad sedlem Tlstý javor, kterým prochází silnice II. třídy 529 z Hriňové do Brezna. Jižně se nachází Sihlianska planina s obcí Sihla. Na severních svazích pramení Korytárský potok. Vrchol je zalesněný a nenabízí rozsáhlejší výhledy, na jeho svazích jsou však rozsáhlé polany, využívané pro pastvu skotu a ovcí.

## Přístup
- Po  značce (Rudná magistrála|Rudné magistrály) ze sedla Tlstý javor (chodník však nevede až na vrchol)